# Научноинформационен център „Българска енциклопедия“
Научноинформационният център „Българска енциклопедия“ е общо специализирано звено на Българската академия на науките. Центърът е единствената национална специализирана институция за подготовка на енциклопедии и енциклопедично-справочна литература. Основната мисия на центъра е просветителска – да представя в достъпна научнопопулярна форма българската наука сред обществото.
Основните задачи на центъра са:
- създаване на националните енциклопедии на България;
- създаване на специализирани научни и информационни издания за България предназначени за представянето на страната в чужбина;
- създаване на специализирани, тематични и справочни издания от всички области на научното знание.